# حلزون بیشه
حلزون بیشه با نام علمی Cepaea nemoralis یک گونه از حلزون خاکی است که هوا تنفس می‌کند. این جانور در گروه شش‌داران، شکم‌پایان، نرم‌تن جای می‌گیرد. این حلزون بیشترین فراوانی را در اروپا دارد و توسط انسان به آمریکای شمالی برده شده‌است.

## توصیف

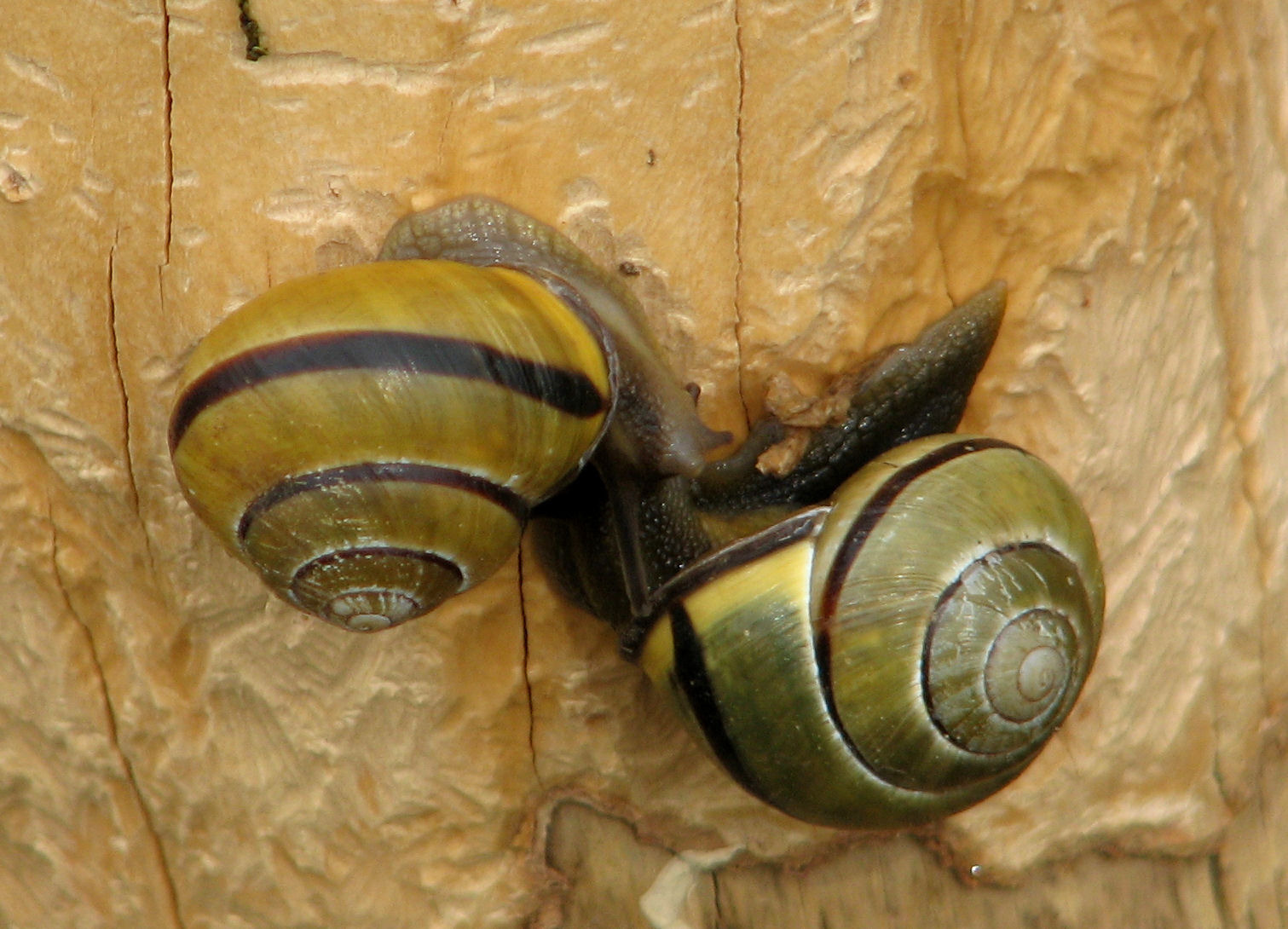
دو حلزون در حال جفتگیری

این حلزون از بزرگترین حلزون‌ها است و به دلیل رنگ روشنش بسیار در غرب اروپا شناخته شده‌است.Silvertown J. ; Cook L. ; Cameron R. ; Dodd M. ; McConway K. ; et al. (2011). "Citizen Science Reveals Unexpected Continental-Scale Evolutionary Change in a Model Organism". PLoS ONE. 6 (4): e18927. doi:10.1371/journal.pone.0018927. PMC 3083392. PMID 21556137. رنگ آنها متفاوت است از قهوه ای تا قرمز و زرد و حتی سفید می‌توان آنها را پیدا کرد. در حدود دههٔ ۱۸۰۰ میلادی برای رنگ‌های گوناگون این جانور، اسمی انتخاب شده بود اما بعدها این روش نامگذاری ترک شد. پهنای پوستهٔ سخت این حلزون ۱۸ تا ۲۵ میلیمتر و بلندی آن ۱۲ تا ۲۲ سانتیمتر است. برپایهٔ فرگشت دیده شده که این حلزون‌ها در مناطق با درختان زیاد بیشتر به رنگ‌های تیره متمایل اند در حالی که حلزون‌های مناطق چمنی بیشتر به رنگ روشن دیده می‌شوند.

## توزیع
توزیع طبیعی این جانور در گسترهٔ غرب تا مرکز اروپا، ایرلند و بریتانیا است. در برخی جاهای اسکاتلند نیز این حلزون دیده شده اما توسط انسان به این مکان برده شده و نه کوچ طبیعی. آلودگی هوا و اسیدی شدن خاک باعث کاهش محدودهٔ زیستی این حلزون‌ها شده‌است.